# Un animale chiamato uomo
Un animale chiamato uomo è un film italiano del 1972 diretto da Roberto Mauri.

## Trama
Bill Matson e Mark Forester si uniscono ad una banda di fuorilegge, ma la loro invidia esplode in una violenza sanguinosa.